# Stefan Sporsén
Carl Stefan Frigo Sporsén, född 22 juli 1965 i Mölndal, är en svensk musiker, kompositör och kapellmästare.
Sporsén spelar trumpet och piano och var fast medlem i Håkan Hellströms band under åren 2000 till 2023. Delar av detta band bildade 2006 Augustifamiljen som säsongerna 2009 till 2018 var husband i SVT:s frågesportsprogram På spåret - ett program som Sporsén även var kapellmästare för 2001. 
Med rötterna i ett musikaliskt brokigt Göteborg har Stefan Sporsén ständigt funnit nya plattformar via grupper såsom ORO (Organic Revolution Orchestra), Calvero och Elephant. Han har medverkat på många skivor; utöver Hellströms bland annat med José González, Jens Lekman, Soundtrack of Our Lives samt egna grupperna Augustifamiljen, Nurse och Stefan Sporsén Quartet. 
Som kompositör ingår han i göteborgskollektivet Apparat Studios. Han har bland annat skrivit musik till SVT:s dramaserier Sthlm och En fråga om liv och död i regi av Håkan Lindhé samt Den inre cirkeln (ViaPlay) 2019, också i regi av Lindhé,  Möbelhandlarens dotter (John Olsson) som fick Guldklaven 2006 för Bästa låt samt Kniven i hjärtat (Agneta Fagerström-Olsson/Peter Birro) som han också musikproducerade. (Prix Italia-belönad). 2015 komponerade han musik till biofilmerna Miraklet i Viskan (regi John O. Olsson) samt Prästen i paradiset (regi Kjell Sundvall).
Under många års samarbete med Henrik Wallgren har han bland annat komponerat musiken till skräckoperan Frankenstein på Göteborgs stadsteater 1999 med Freddie Wadling samt Pearl Harbor för Riksteatern 2001 med Irma Schultz.
De båda bildade också, tillsammans med Per Umaerus, trion "Viruspojkarna" som gav ut pandemibetraktande sånger på internet under åren 2020-2022. 
Vinjettmelodin till SVT:s Debatt gjordes av Sporsén, och tillsammans med Augustifamiljen har han skapat vinjettmelodin som används till På spåret sedan 2011.
2014-2019 var Sporsén kapellmästare för Mia Skäringer i hennes framgångsrika föreställningar Avig Maria och No More Fucks To Give, och åren med Håkan Hellström har resulterat i ett stort antal skivor, tv-framträdanden och konserter, noterbart de nio Ullevi-konserterna 2014, 2016, 2017 och 2022. 
Året 2022 innefattade också flera gästspel med "The Tallest Man On Earth" och bildandet av "Stefan Sporsén Quartet", med en skivrelease 2023, den första under eget namn.

## Diskografi (i urval)

### MedHåkan Hellström
- 2000 - Känn ingen sorg för mig Göteborg
- 2002 - Luften bor i mina steg
- 2002 - Det är så jag säger det
- 2005 - Ett kolikbarns bekännelser
- 2005 - Nåt gammalt, nåt nytt, nåt lånat, nåt blått
- 2010 - Samlade singlar 2000–2010 (samlingsalbum)
- 2010 - 2 steg från Paradise
- 2011 - Live från Way Out West
- 2014 - Håkan boma ye!
- 2016 - Du gamla du fria
- 2020 - Rampljus (musikalbum)

### MedAugustifamiljen
- 2019 - På Spåret

### MedStefan Sporsén Quartet
- 2023 - Allt det som varit

### MedDaniel Lemma
- 2002 - Meeting At The Building
- 2019 - Punch Of Love
- 2021 - Sörgårdens Tak

### Med Nurse
- 2017 - Nurse
- 2018 - When I Close My Eyes
- 2021 - Every Moment Of The Day

### MedJosé González
- 2003 – Veneer
- 2004 – Stay in the Shade

### MedJens Lekman
- 2004 - When I Said I Wanted to Be Your Dog
- 2007 - Night Falls Over Kortedala

### MedAnna Järvinen
- 2007 - Jag fick feeling

### MedThe Soundtrack of our lives
- 2004 - Origin Vol. 1
- 2005 - A Present From The Past
- 2008 - Communion
- 2012 – Throw it to the Universe

### MedTheodor Jensen
- 2009 - Tough Love

### MedEbbot Lundberg
- 2013 - Homo Erectus
- 2016 - For The Ages To Come

### MedJoel Alter
2015 - Heart

### MedElephant[förtydliga]
- 2000 - Selected Random (Eternity Records)

### MedThe Plan
- 2001 - The Plan
- 2004 - Embrace Me Beauty
- 2018 - From Worlds Away

### Med Moses
- 2002 - Tales for the better known